# ジャムヤン・リンチェン・ギェンツェン
ジャムヤン・リンチェン・ギェンツェン（チベット文字：རིན་ཆེན་རྒྱལ་མཚན; ワイリー方式：Jam dbyangs rin chen rgyal mtshan、1256年 - 1305年）は、チベット仏教サキャ派の仏教僧。サキャ派第9代目の座主と、大元ウルスにおける6代目の帝師を務めた。先々代帝師のイェシェー・リンチェンの異母弟にあたる。
漢文史料の『元史』では輦真監蔵（niǎnzhēnjiānzàng）と表記される。

## 概要
『フゥラン・テプテル』によると、サキャ・パンディタとパクパの弟子にはシャル（Shar/東）、ヌプ（Nub/西）、クン（Gun/中間）という三派があり、その内シャル派に属するチュポジェツンキャプ（Phyug po rje btsun skyabs）の息子がイェシェー・リンチェンとジャムヤン・リンチェン・ギェンツェンであったという。
1280年代、大元ウルスはチベットや高麗などの周辺属国への干渉を強めており、その一環としてサキャ派第8代座主のダルマパーラ・ラクシタは帝師に任命され大元ウルス朝廷に留まることになった。その結果、チベット本国ではサキャ派の中核氏族たるコン氏の男子がいなくなってしまったため、サキャ派の歴史上始めて非コン氏のジャムヤン・リンチェン・ギェンツェンが座主に就任することになった。『フゥラン・テプテル』には1287年（丁亥）から16年間「名代（＝座主）」であったとされる。
大徳2年（1298年）には長らく大元ウルスに留め置かれたコン氏のサンポペルが帰国し、ジャムヤン・リンチェン・ギェンツェンはすぐに座主の地位を譲ろうとしたが、サンポペルは教学に専念するとして就任を一度断った。一方、大元ウルス朝廷ではジャムヤン・リンチェン・ギェンツェンが座主の地位にあったのとほぼ同時期にサキャ派の支派カンサルパのタクパ・オーセルが長期にわたって帝師の地位にあったが、大徳7年（1303年）に亡くなっていた。そこで、ジャムヤン・リンチェン・ギェンツェンが新たな帝師に選ばれて大元ウルス朝廷に赴き、今度こそサンポペルがサキャ派座主の地位を継承した。
ジャムヤン・リンチェン・ギェンツェンは大徳8年（1304年）正月に帝師の地位を受け継いだものの、この時既に高齢であったため、早くも大徳9年正月11日（1305年2月5日）に亡くなった。ジャムヤン・リンチェン・ギェンツェンの没後は、再びカンサルパに属するサンギェパルが帝師の地位を継いだ。